# European Photon and Neutron Science Campus
L'European Photon & Neutron Science Campus (EPN en abrégé) est un campus scientifique situé sur le polygone scientifique de Grenoble en France.
Constitué en juin 2010, il regroupe quatre établissements membres, deux étant des organismes internationaux, le troisième l'implantation française d'un organisme international et le quatrième une unité mixte de recherche ayant un fort rayonnement international.

## Composition
Créé en juin 2010, l'EPN Science Campus est constitué de quatre établissements membres, deux étant des organismes internationaux : 
- European Synchrotron Radiation Facility (ESRF)
- Institut Laue-Langevin (ILL)
- Laboratoire européen de biologie moléculaire (EMBL)
- Institut de biologie structurale (IBS).

Il intègre d'autre part deux partenariats précédemment établis : 
- Partnership for Structural Biology (PSB), signé en 2002 entre les quatre membres
- Partnership for Soft Condensed Matter (PSCM), établi en 2008 entre l'ILL et l'ESRF[3].

## Création
La présence de plusieurs  organismes internationaux de recherche sur le polygone scientifique a permis de constituer un partenariat scientifique pérenne. Jouant sur la proximité unique au monde d’une source de neutrons (ILL) et d’une source de rayons X (ESRF) extrêmement intenses, la vingtaine de pays financeurs de ces équipements qui attirent chaque année plus de 10 000 chercheurs a décidé en juin 2010 de leur accorder de nouveaux moyens pour moderniser les instruments et mettre en place de nouveaux partenariats,,. À cet effet, deux nouveaux édifices communs à ces organismes ont été construits en 2013, dont le bâtiment des sciences d'une superficie de 5 210 m2, et l'institut de biologie structurale d'une superficie de 5 600 m2,,.

## Accès
En transports en commun, le campus est desservi par le terminus de la ligne B du tramway, ainsi que par les lignes de bus C6, 22 et 54.